# منتخب البوسنة والهرسك لكأس ديفيز
منتخب البوسنة والهرسك لكأس ديفيز هو ممثل البوسنة والهرسك الرسمي في كرة المضرب في كأس ديفيز.